# Последний наряд
«Последний наряд» (англ. The Last Detail) — американский дорожный «фильм о приятелях», снятый режиссёром Хэлом Эшби. Экранизация одноимённого романа Дэррила Пониксена. Главные роли исполняют Джек Николсон, Рэнди Куэйд и Отис Янг. Три номинации на премию «Оскар», приз Каннского кинофестиваля за актёрскую работу Николсона.

## Сюжет
Два унтер-офицера военно-морского флота, Билли Баддаски и Малхолл «Мул», должны доставить моряка Ларри Мэдоуса, попавшегося на мелкой краже, из базы ВМФ США в Норфолке в Портсмутскую военно-морскую тюрьму. В пути Билли и Малхолл выясняют, что Ларри ни разу не был с женщиной, не пил спиртного, ни разу не дрался. Тогда они решают развлечь парня на полную. За пять дней командировки они «открывают» ему новый мир.
Чем больше Мэдоус осознаёт ценность свободы, тем меньше его впечатляет перспектива провести следующие 8 лет за решёткой. В конце концов он решается совершить побег. Карьерные соображения вынуждают конвоиров вернуть юношу к жестокой реальности…

## В ролях
| Актёр            | Роль                               |
| ---------------- | ---------------------------------- |
| Джек Николсон    | Билли                              |
| Рэнди Куэйд      | Ларри                              |
| Отис Янг         | Малхолл                            |
| Клифтон Джеймс   | Каптенармус (англ. Master-at-arms) |
| Кэрол Кейн       | юная путана                        |
| Майкл Мориарти   | дежурный морской офицер            |
| Луана Андерс     | Донна                              |
| Гилда Раднер     | сектантка                          |
| Нэнси Аллен      | Нэнси                              |
| Кэтлин Миллер    | Анетта                             |
| Джерри Сальзберг | Генри                              |
| Дон МакГоверн    | бармен                             |

## Работа над фильмом
«Последний наряд» — одна из классических работ одного из знаковых сценаристов Нового Голливуда, Роберта Тауна. Продюсер фильма Джеральд Эрз позже вспоминал про Тауна: «Бесспорно, он был мастером диалога, всё, что он писал или переписывал заново, оставляло ощущение присутствия героев. Каким-то образом он умел вдохнуть в происходящее жизнь. Чувства переполняли вас, и чтение лишь страницы давало не общее представление о сюжете, а ощущение того, что нечто неожиданное, но подлинное, истинно присущее жизни человеческой действительно произошло здесь и сейчас». Сценарий готовился специально в расчёте на актёров Джека Николсона и его чернокожего приятеля Руперта Кросса. Таун подверг роман Пониксена существенной переработке: были выпущены сцена гибели героя Николсона, всё, что связано с его красавицей-женой, интеллектуальная составляющая его персонажа.
По меркам того времени, количество мата в фильме зашкаливало: как пошутил продюсер, на протяжении первых 7 минут слово fuck звучало 342 раза. Однако все попытки продюсера заставить сценариста смягчить текст диалогов натолкнулись на глухую стену: «Именно так люди общаются, когда у них нет возможности что-либо изменить: они бурчат», — заявил Роберт Таун.
Руперт Кросс был утверждён на роль Малхолла, но в последний момент отказался от участия в съёмках из-за онкологического заболевания. Коллегами Николсона, таким образом, оказались «необстрелянные» актёры Куэйд и Янг. На роль молодого Мэдоуса рассматривался Джон Траволта, однако предпочтение было отдано фактурному Куэйду: «Есть что-то пронзительное в том, насколько беспомощен этот огромный детина», — заметил по этому поводу Роберт Таун.
Съёмки фильма велись в «щадящем» режиме, сцены снимались в хронологическом порядке для того, чтобы неопытные актёры смогли «вжиться» в ситуацию. Создатели фильма долго не могли подобрать оператора и монтажёра. Перед оператором была поставлена задача использовать естественное освещение таким образом, чтобы добиться предельной документальности «картинки».
Поскольку режиссёр тянул с монтажом, а также настаивал на своеобразных переходах между сценами, студия пыталась изъять у него отснятые материалы. Выход фильма в прокат задерживался ещё и по причине обилия мата. Во избежание жёсткого прокатного рейтинга было необходимо вырезать 26 строчек со словом fuck. Премьера состоялась на Каннском кинофестивале, где Николсону был присуждён приз как лучшему актёру.
В 2006 году Ричард Линклейтер заявил о готовности снять фильм по роману Пониксена, который продолжает сюжетную линию «Последнего наряда».

## Критические отзывы
Фильм получил прекрасные отзывы в прессе. «Что называется, мужское кино, грубое, матерное, очень печальное и человечное», — такую рецензию дал в «Коммерсанте» М. Трофименков. По мнению кинокритика, «Эшби играет с ожиданиями зрителей», порождая «неподдельный саспенс: вроде бы есть надежда, что конвоиры отпустят паренька, но такой финал был бы слишком неправдоподобен и пафосен».

## Награды и номинации
- 1975 — две премии BAFTA: лучшая мужская роль (Джек Николсон), лучший сценарий (Роберт Таун), а также 2 номинации: лучший фильм, лучшая мужская роль второго плана (Рэнди Куэйд)
- 1974 — приз за лучшую мужскую роль Каннского кинофестиваля (Джек Николсон), а также номинация на «Золотую пальмовую ветвь»
- 1974 — три номинации на премию «Оскар»: лучшая мужская роль (Джек Николсон), лучшая мужская роль второго плана (Рэнди Куэйд), лучший адаптированный сценарий (Роберт Таун)
- 1974 — две номинации на премию «Золотой глобус»: лучшая мужская роль — драма (Джек Николсон), лучшая мужская роль второго плана (Рэнди Куэйд)
- 1974 — номинация на премию Гильдии сценаристов США за лучший адаптированный сценарий (Роберт Таун)
- 1974 — попадание в десятку лучших фильмов года по версии Национального совета кинокритиков США

Джек Николсон сильно переживал по поводу неприсуждения ему «Оскара», так как до сих пор считает роль Баддаски лучшей в своей карьере.